# Haravilliers
Haravilliers  est une commune française du Val-d'Oise située dans le  Vexin français, à environ 50 km au nord-ouest de Paris.
Ses habitants sont appelés les Haravillois.

## Géographie

### Description
Haravilliers est un village périurbain du Vexin français situé sur le plateau du Vexin, et qui occupe le flanc sud-est de la butte-témoin la plus élevée d'Île-de-France. La commune détient ainsi sur son territoire le point culminant de la région : 216 mètres au sommet du massif des buttes de Rosne.
Elle se trouve à 15 km au nord de Pontoise, 40 km au nord-ouest de Paris et 30 km au sud de Beauvais.
Haravilliers se trouve dans le périmètre du parc naturel régional du Vexin français.

Paysages de la commune
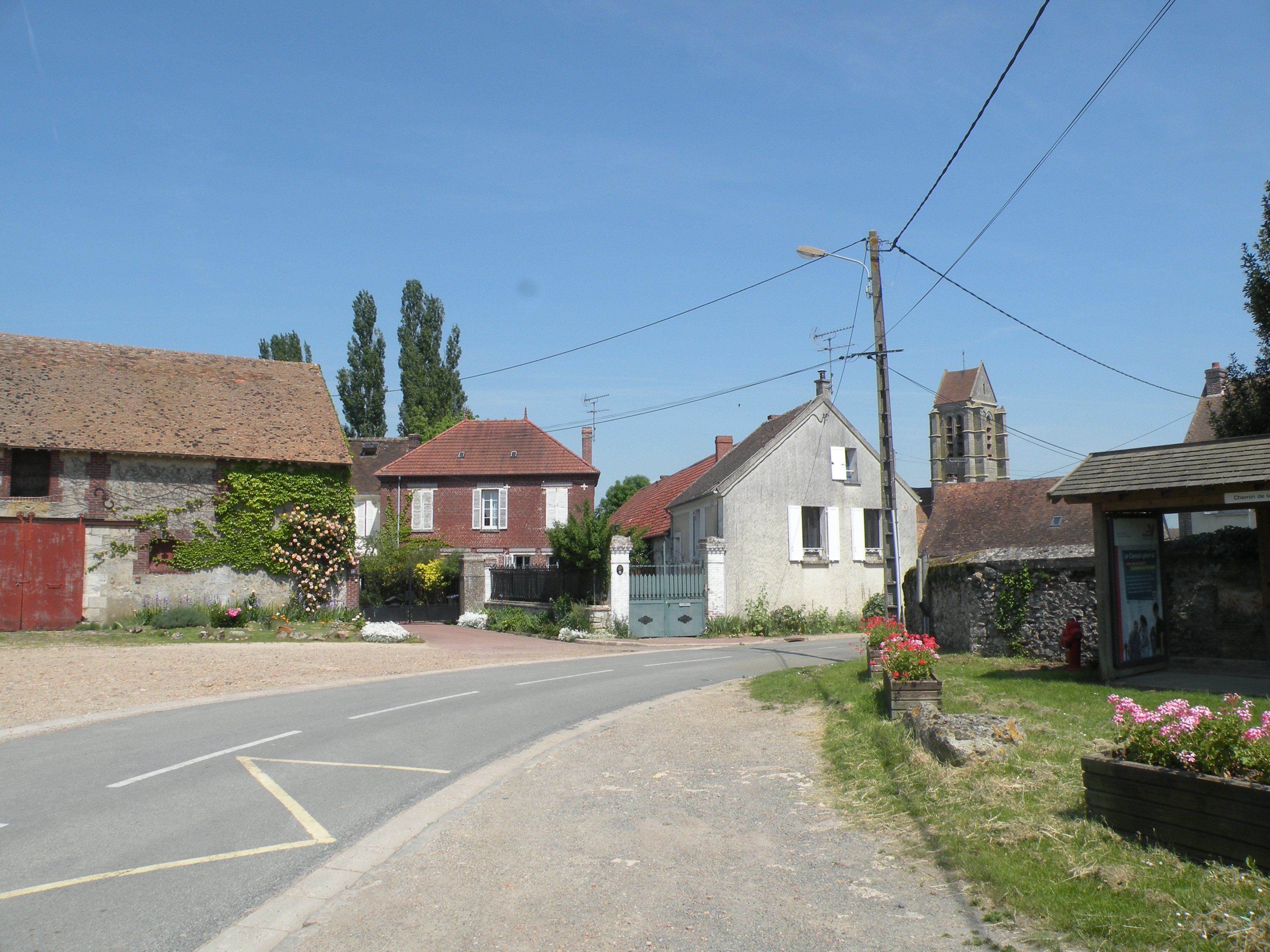
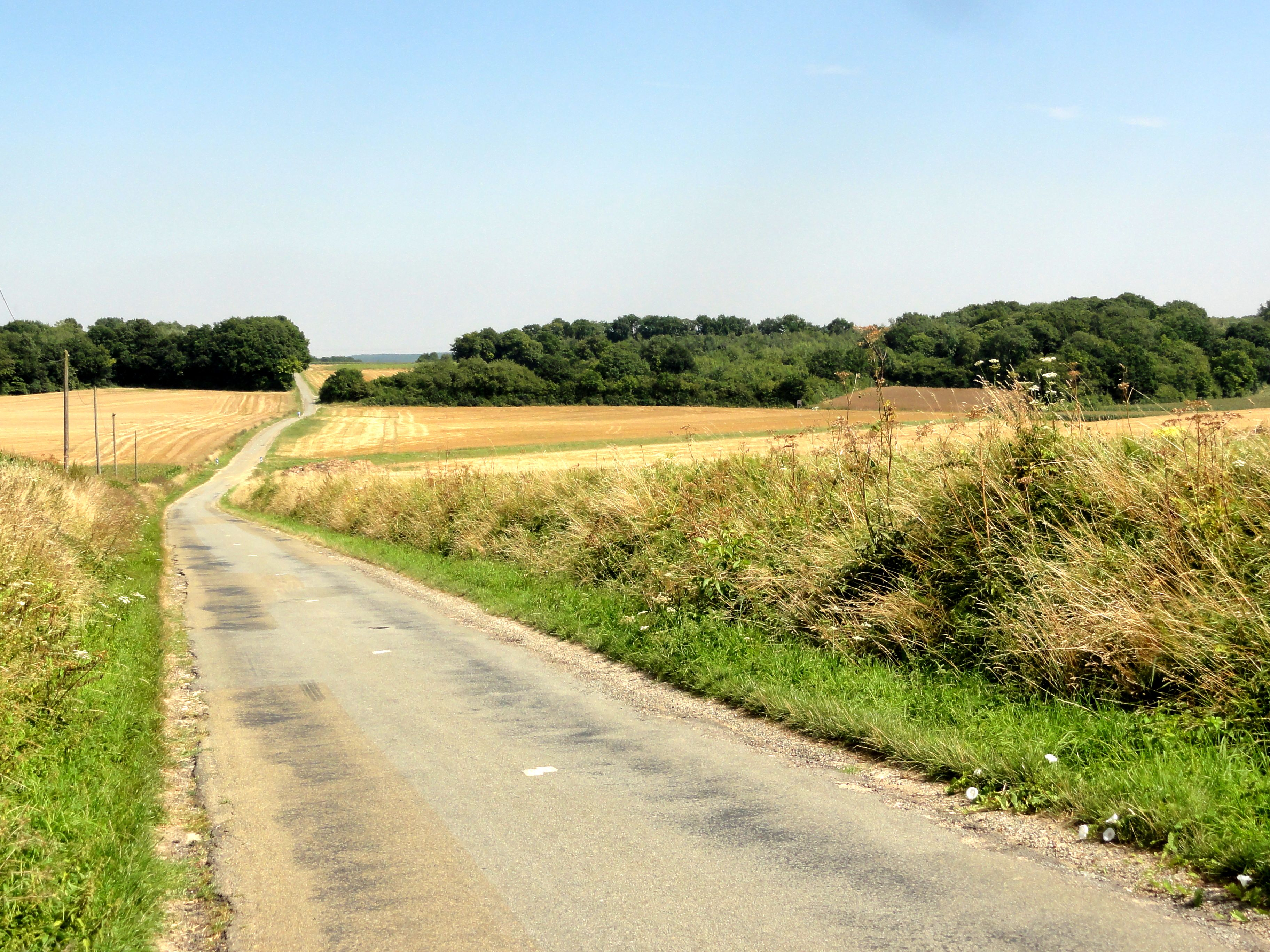
La RD 188 à l'est du village.

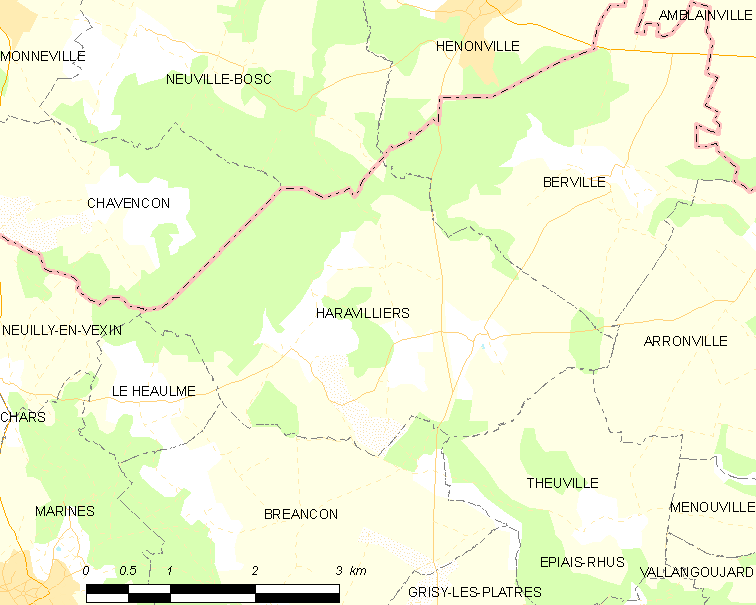
Carte de la commune.
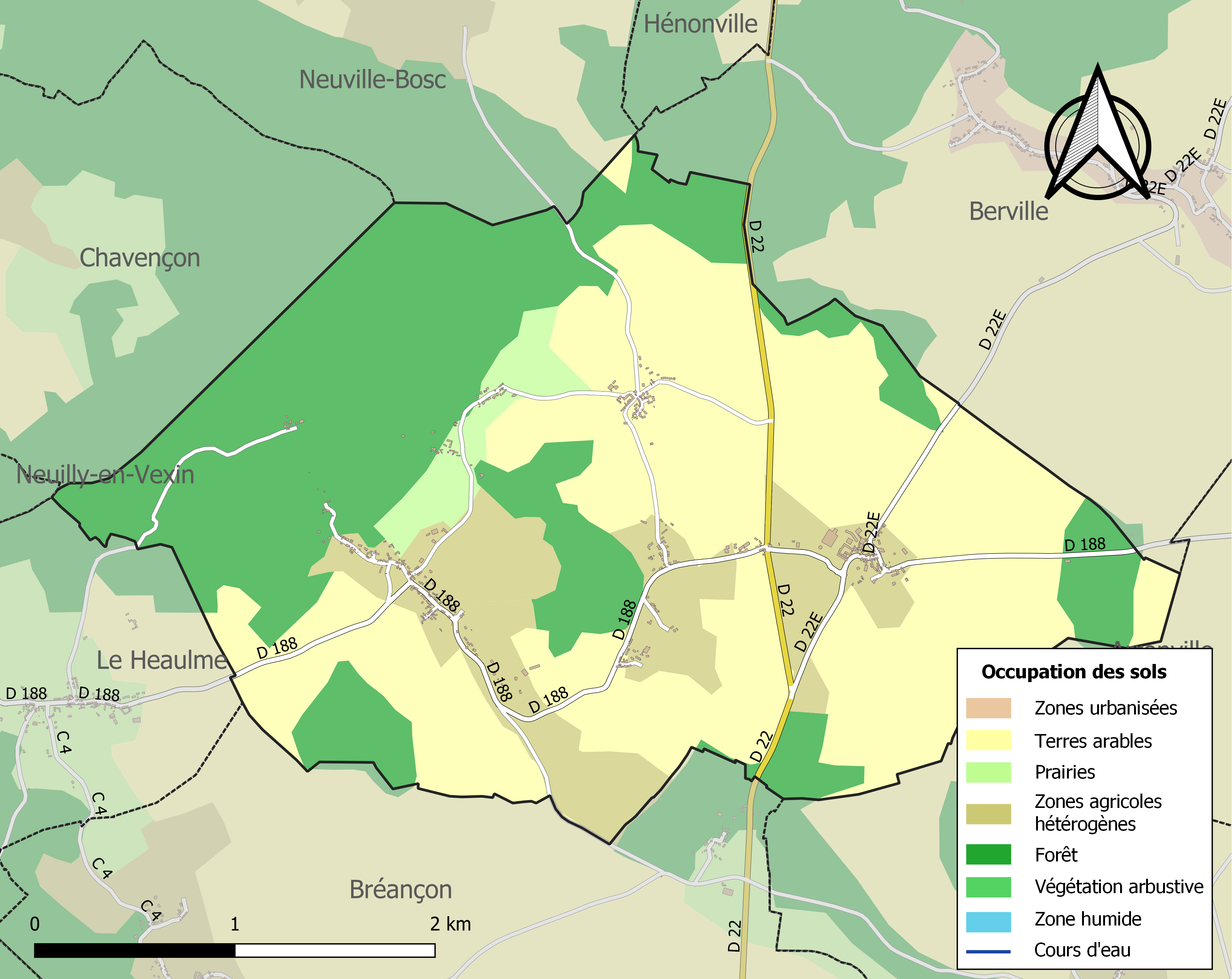
Occupation des sols.

### Communes limitrophes
La commune est limitrophe de Berville, Arronville, Theuville, Bréançon, Le Heaulme et Neuilly-en-Vexin dans le département du Val-d'Oise ; Chavençon et Neuville-Bosc dans le département voisin de l'Oise.
| Chavençon (Oise) | Neuville-Bosc (Oise) | Berville   |
| Neuilly-en-Vexin | Haravilliers         | Arronville |
| Le Heaulme       | Bréançon             | Theuville  |

### Hydrographie
La commune est drainée par le Ru de Theuville (ou Ravin de Theuville), un affluent du Sausseron, et donc un sous-affluent de la Seine par l'Oise.

### Climat
Pour des articles plus généraux, voir Climat de l'Île-de-France et Climat du Val-d'Oise.
En 2010, le climat de la commune est de type climat océanique dégradé des plaines du Centre et du Nord, selon une étude du CNRS s'appuyant sur une série de données couvrant la période 1971-2000. En 2020, Météo-France publie une typologie des climats de la France métropolitaine dans laquelle la commune est exposée à un climat océanique et est dans la région climatique Sud-ouest du bassin Parisien, caractérisée par une faible pluviométrie, notamment au printemps (120 à 150 mm) et un hiver froid (3,5 °C).
Pour la période 1971-2000, la température annuelle moyenne est de 10,8 °C, avec une amplitude thermique annuelle de 14,8 °C. Le cumul annuel moyen de précipitations est de 719 mm, avec 10,5 jours de précipitations en janvier et 8,1 jours en juillet. Pour la période 1991-2020, la température moyenne annuelle observée sur la station météorologique la plus proche, située sur la commune de Boissy-l'Aillerie à 12 km à vol d'oiseau, est de 11,2 °C et le cumul annuel moyen de précipitations est de 635,8 mm,. Pour l'avenir, les paramètres climatiques de la commune estimés pour 2050 selon différents scénarios d'émission de gaz à effet de serre sont consultables sur un site dédié publié par Météo-France en novembre 2022.

## Urbanisme
La commune  a la particularité dans cette région constituée majoritairement de villages d'habitat groupé d'être composée de neuf hameaux.

### Typologie
Au 1er janvier 2024, Haravilliers est catégorisée commune rurale à habitat dispersé, selon la nouvelle grille communale de densité à sept niveaux définie par l'Insee en 2022.
Elle est située hors unité urbaine. Par ailleurs la commune fait partie de l'aire d'attraction de Paris, dont elle est une commune de la couronne,. Cette aire regroupe 1 929 communes,.

### Voies de communication et transports
Haravilliers est aisément accessible par les anciennes routes nationales RN 15 et RN 328, ainsi que depuis l'autoroute A16.

## Toponymie
Le nom de la localité est mentionné sous les formes  Haradvilerio en 1099, Haravilet.
Le nom d'Haravilliers provient du germanique Herradus et du bas latin villare, ferme.

## Histoire
Le lieu est occupé dès la préhistoire, comme l'atteste la découverte de nombreux silex taillés et pierres polies sur le territoire de la commune. Deux sites d'habitat et un atelier de potier de l'époque gallo-romaine ont également été découverts.
La dimension de l'église indique l'importance de la paroisse au Moyen Âge ; le lieu se nomme Haradvilerio en 1099. La population est répartie dans de nombreux hameaux, et la situation pose un problème sous l'Ancien Régime, à cause de l'éloignement des paroissiens, et surtout pour la collecte des deniers royaux. Un arrêt du parlement de Paris datant du 17 août 1739 décrète donc la séparation de plusieurs hameaux de la paroisse principale (Theuville, le Ruel, le Quoniam, Sausette et Drumal), hameaux qui ne seront de nouveau rassemblés qu'en 1790 à la création de la commune, à l'exception de Theuville qui deviendra une commune indépendante.

## Politique et administration

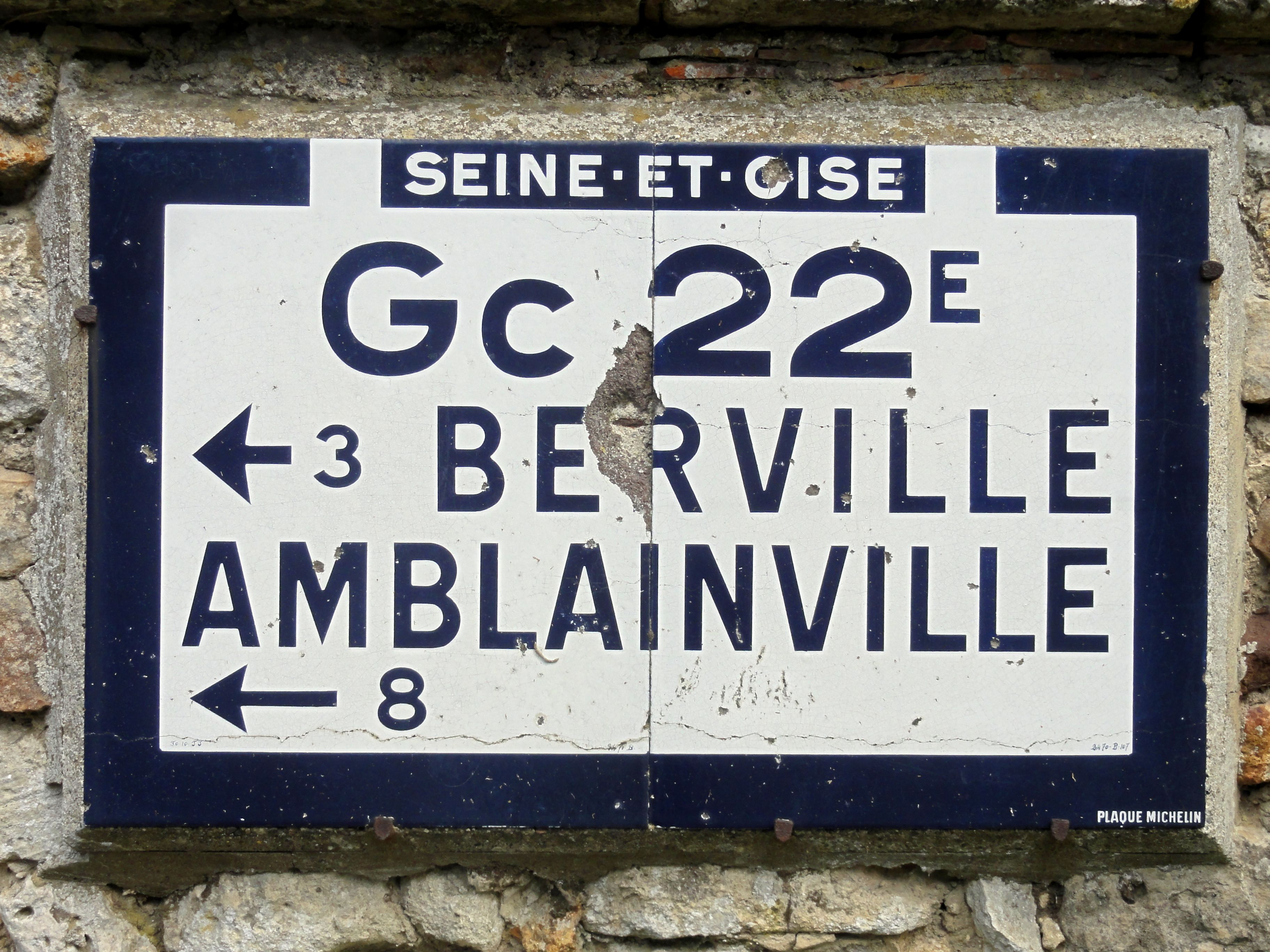
Ancienne plaque Michelin du temps de la Seine-et-Oise.

### Rattachements administratifs et électoraux

#### Rattachements administratifs
Antérieurement à la loi du 10 juillet 1964, la commune faisait partie du département de Seine-et-Oise. La réorganisation de la région parisienne en 1964 fit que la commune appartient désormais au département du Val-d'Oise et à son arrondissement de Pontoise après un transfert administratif effectif au 1er janvier 1968.
Elle faisait partie de 1801 à 1967 du canton de Marines de Seine-et-Oise. Lors de la mise en place du Val-d'Oise, la ville intègre le canton de Vigny. Dans le cadre du redécoupage cantonal de 2014 en France, cette circonscription administrative territoriale a disparu, et le canton n'est plus qu'une circonscription électorale.

#### Rattachements électoraux
Pour les élections départementales, la commune est membre depuis 2014 d'un nouveau  canton de Pontoise
Pour l'élection des députés, elle fait partie de la première circonscription du Val-d'Oise.

### Intercommunalité
La commune, initialement membre de la communauté de communes Val de Viosne, est membre, depuis le 1er janvier 2013, de la communauté de communes Vexin centre.
En effet, cette dernière a été constituée le 1er janvier 2013 par la fusion de la communauté de communes des Trois Vallées du Vexin (12 communes), de la communauté de communes Val de Viosne (14 communes) et  de la communauté de communes du Plateau du Vexin (8 communes), conformément aux prévisions du schéma départemental de coopération intercommunale du Val-d'Oise approuvé le 11 novembre 2011.

### Liste des maires
| Période                                  | Période   | Identité           | Étiquette | Qualité                                            |
| ---------------------------------------- | --------- | ------------------ | --------- | -------------------------------------------------- |
| Les données manquantes sont à compléter. |           |                    |           |                                                    |
| mars 1995                                | mars 2001 | Marc Vignal        | PS        |                                                    |
| mars 2001                                | mars 2014 | Jean-Pierre Fohrer | UMP       | Conseil en stratégie et management public et privé |
| mars 2014                                | mai 2020  | Françoise Wiltz    |           |                                                    |
| mai 2020                                 | En cours  | Michel Razafimbelo |           |                                                    |

## Démographie
L'évolution du nombre d'habitants est connue à travers les recensements de la population effectués dans la commune depuis 1793. Pour les communes de moins de 10 000 habitants, une enquête de recensement portant sur toute la population est réalisée tous les cinq ans, les populations de référence des années intermédiaires étant quant à elles estimées par interpolation ou extrapolation. Pour la commune, le premier recensement exhaustif entrant dans le cadre du nouveau dispositif a été réalisé en 2005.

En 2022, la commune comptait 582 habitants, en évolution de +6,4 % par rapport à 2016 (Val-d'Oise : +4 %, France hors Mayotte : +2,11 %).
| 1793 | 1800 | 1806 | 1821 | 1831 | 1836 | 1841 | 1846 | 1851 |
| ---- | ---- | ---- | ---- | ---- | ---- | ---- | ---- | ---- |
| 351  | 398  | 411  | 408  | 407  | 443  | 460  | 438  | 446  |

| 1856 | 1861 | 1866 | 1872 | 1876 | 1881 | 1886 | 1891 | 1896 |
| ---- | ---- | ---- | ---- | ---- | ---- | ---- | ---- | ---- |
| 439  | 455  | 404  | 381  | 360  | 343  | 338  | 315  | 311  |

| 1901 | 1906 | 1911 | 1921 | 1926 | 1931 | 1936 | 1946 | 1954 |
| ---- | ---- | ---- | ---- | ---- | ---- | ---- | ---- | ---- |
| 295  | 293  | 287  | 250  | 242  | 202  | 228  | 252  | 204  |

| 1962 | 1968 | 1975 | 1982 | 1990 | 1999 | 2005 | 2006 | 2010 |
| ---- | ---- | ---- | ---- | ---- | ---- | ---- | ---- | ---- |
| 229  | 214  | 270  | 348  | 414  | 460  | 502  | 502  | 539  |

| 2015 | 2020 | 2022 | - | - | - | - | - | - |
| ---- | ---- | ---- | - | - | - | - | - | - |
| 552  | 566  | 582  | - | - | - | - | - | - |

## Culture locale et patrimoine

### Lieux et monuments

#### Monuments historiques
Haravilliers compte deux monuments historiques sur son territoire :
- Église Notre-Dame-de-l'Assomption, rue de l'Église (classée monument historique en 1915[25])

Cet édifice du XIIe siècle a été fortement remanié aux XIIIe, XVIe et  XVIIIe siècles. D'un plan fort irrégulier, il se compose d'un vaisseau central de six travées barlongues, dont les trois premières sont très courtes, et la dernière servant de chœur ; d'un étroit collatéraux sud de six travées également, dont les voûtes atteignent la même hauteur que celles de la nef ; d'un collatéral semblable au nord, s'arrêtant après la troisième travée ; d'un ancien croisillon nord du transept largement saillant, côtoyant deux piles d'un clocher central aujourd'hui disparu ; et d'une grande chapelle de deux travées carrées en continuité du croisillon, flanquant les deux dernières travées du vaisseau central. Le clocher-tour de la fin du XVe siècle se dresse devant la quatrième travée du bas-côté sud, ce qui correspond exactement au milieu de la façade méridionale. 
Du XIIIe siècle, reste au moins le croisillon nord du transept, et du XIIe siècle, subsistent la façade occidentale et le mur des trois premières travées du collatéral sud. Les autres parties de l'édifice ont été soit retouchées, soit remplacées au XVIe siècle, mais la seule partie homogène de cette dernière époque est la chapelle Renaissance au nord du chœur.
L'élément le plus remarquable est le lanternon roman couronnant la tourelle d'escalier ronde à l'angle sud-ouest de l'édifice,.

L'église Notre-Dame-de-l'Assomption
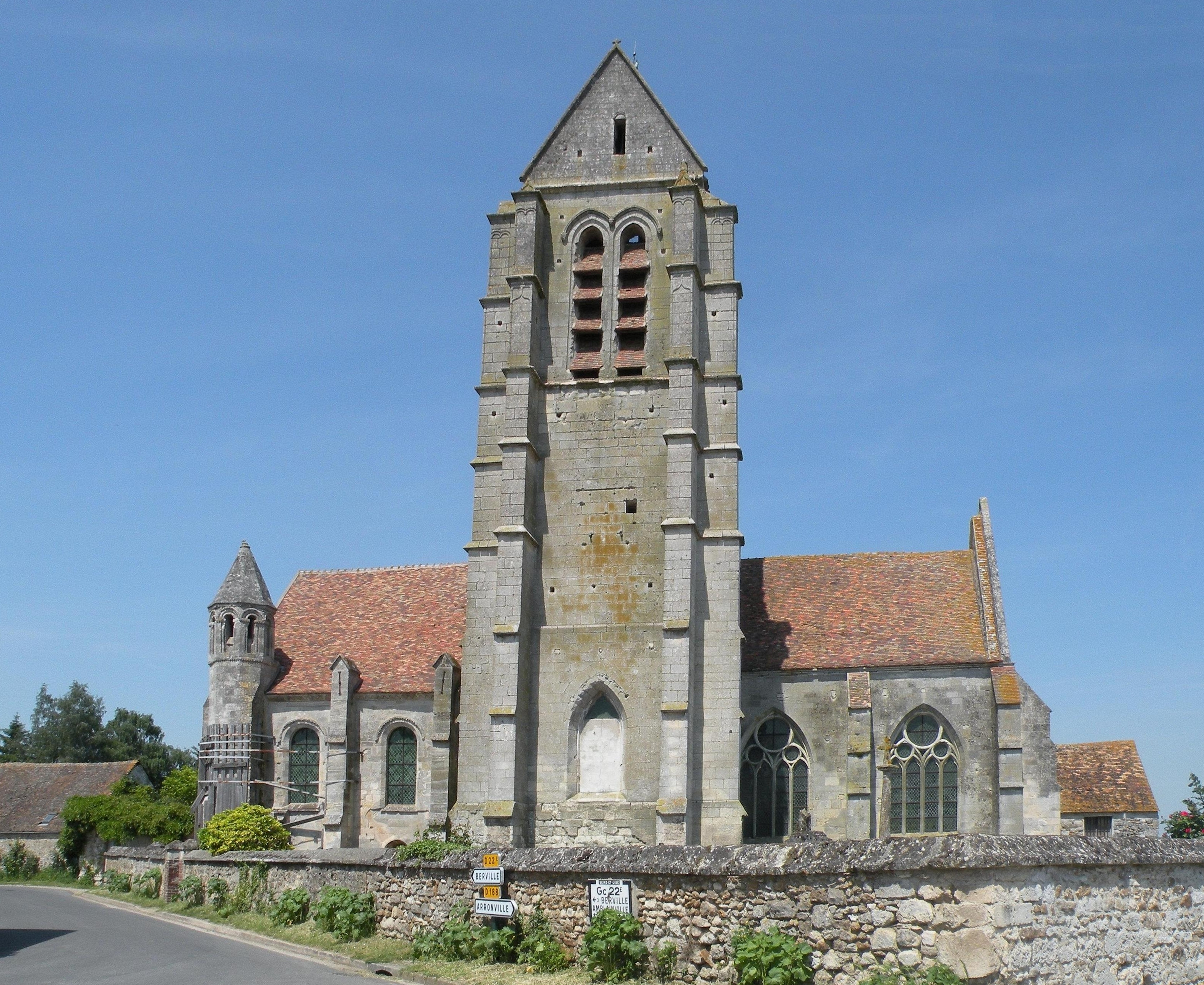
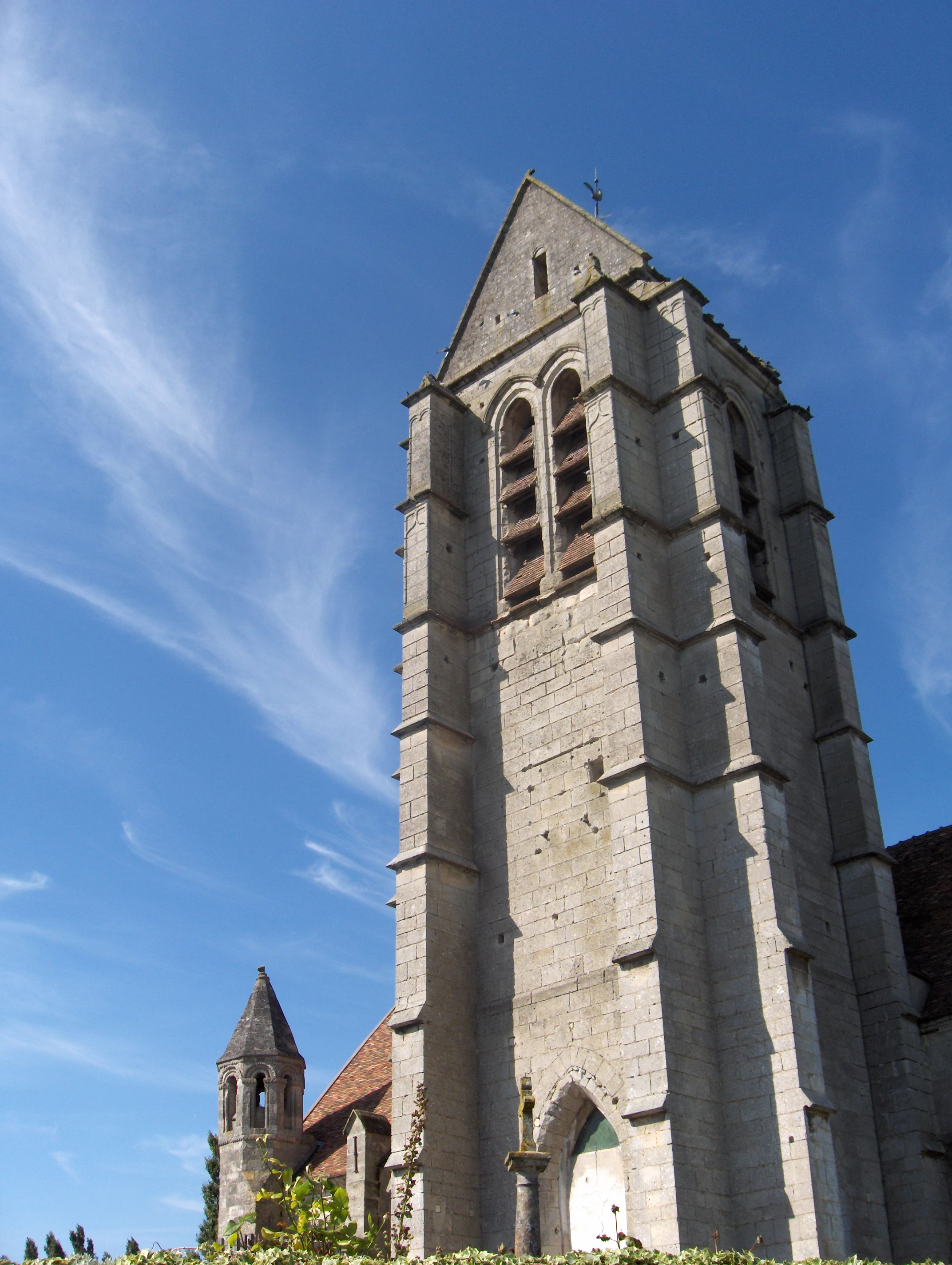
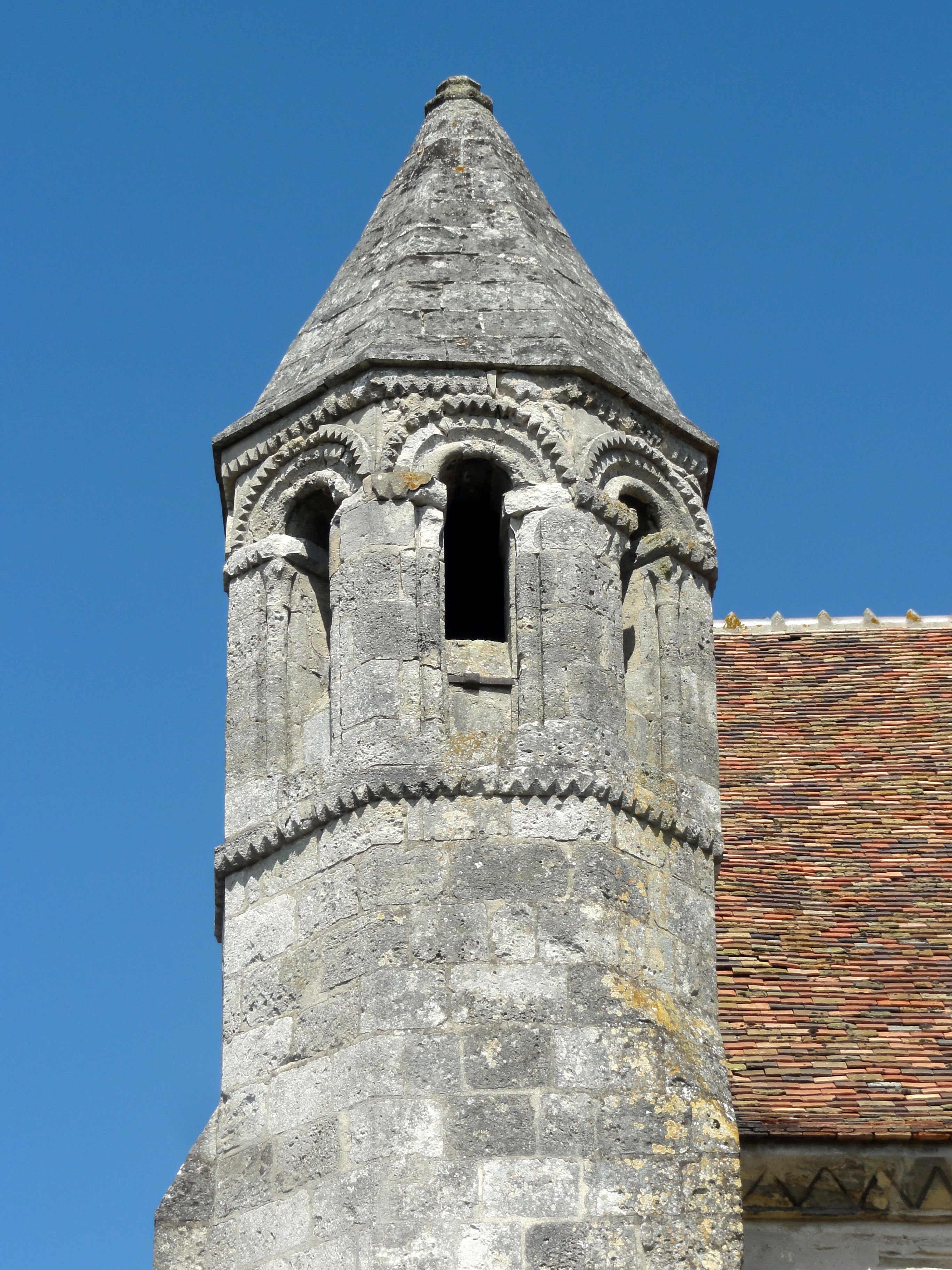
Le lanternon.
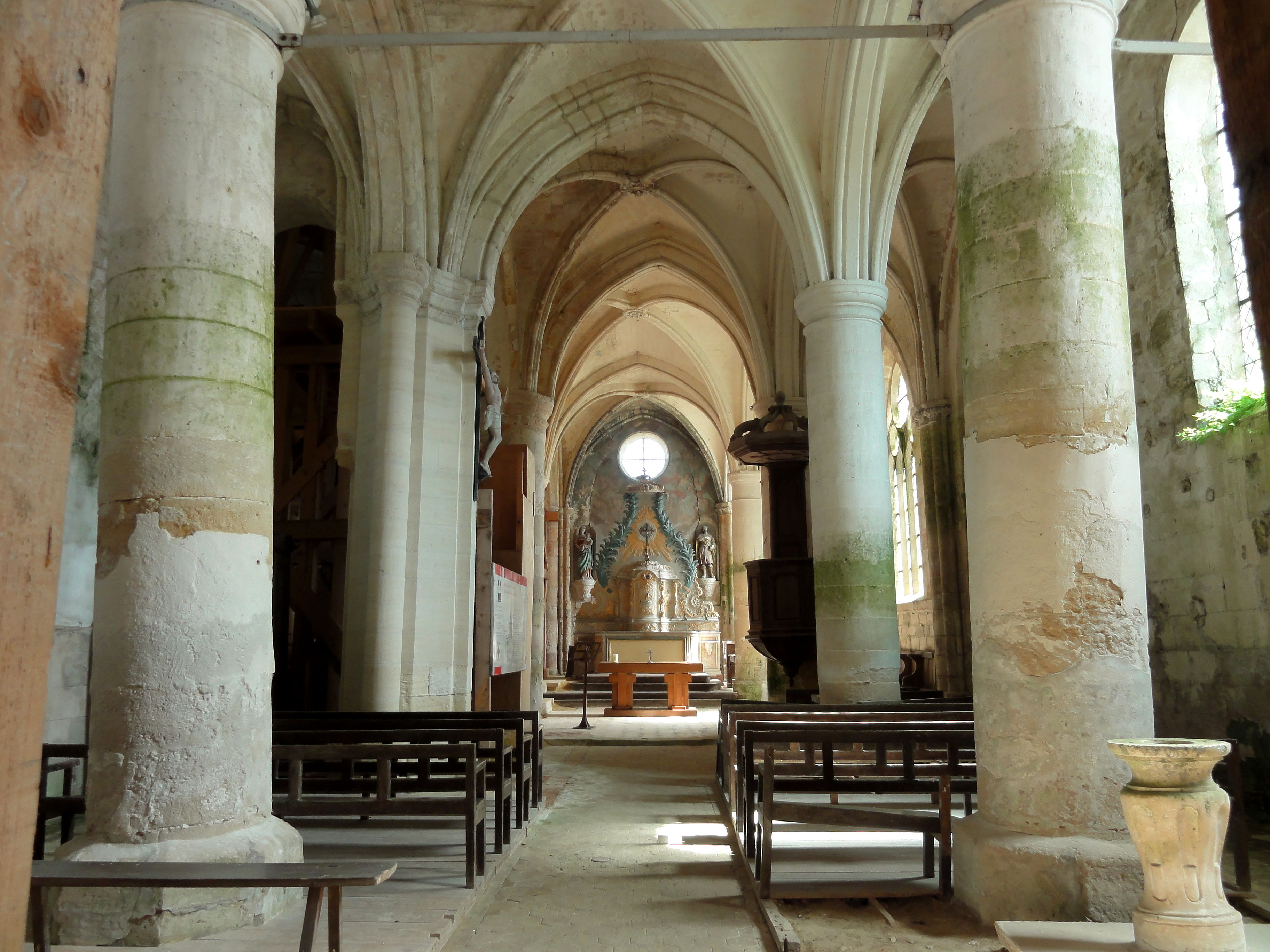
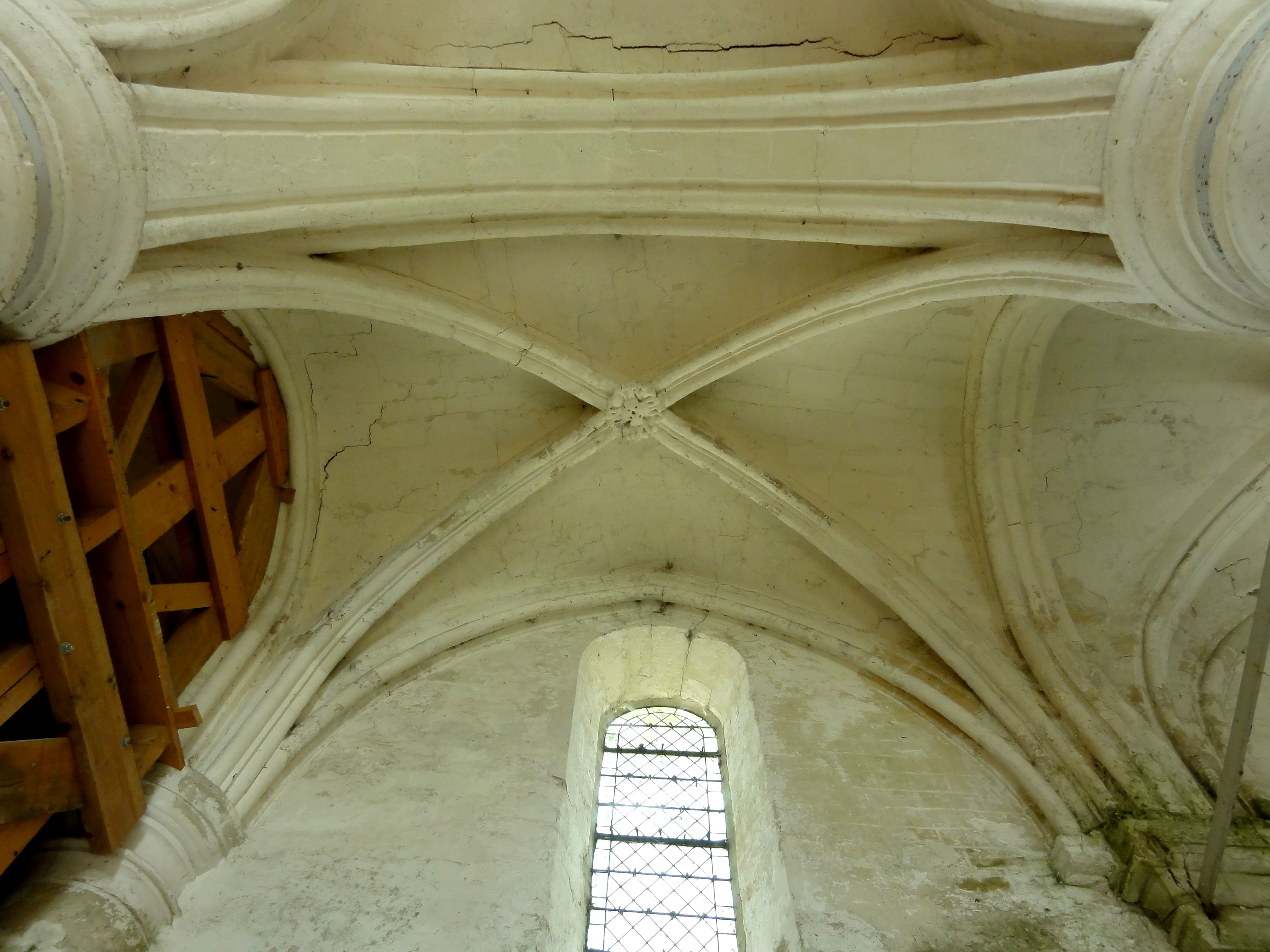
Croisée d'ogives.
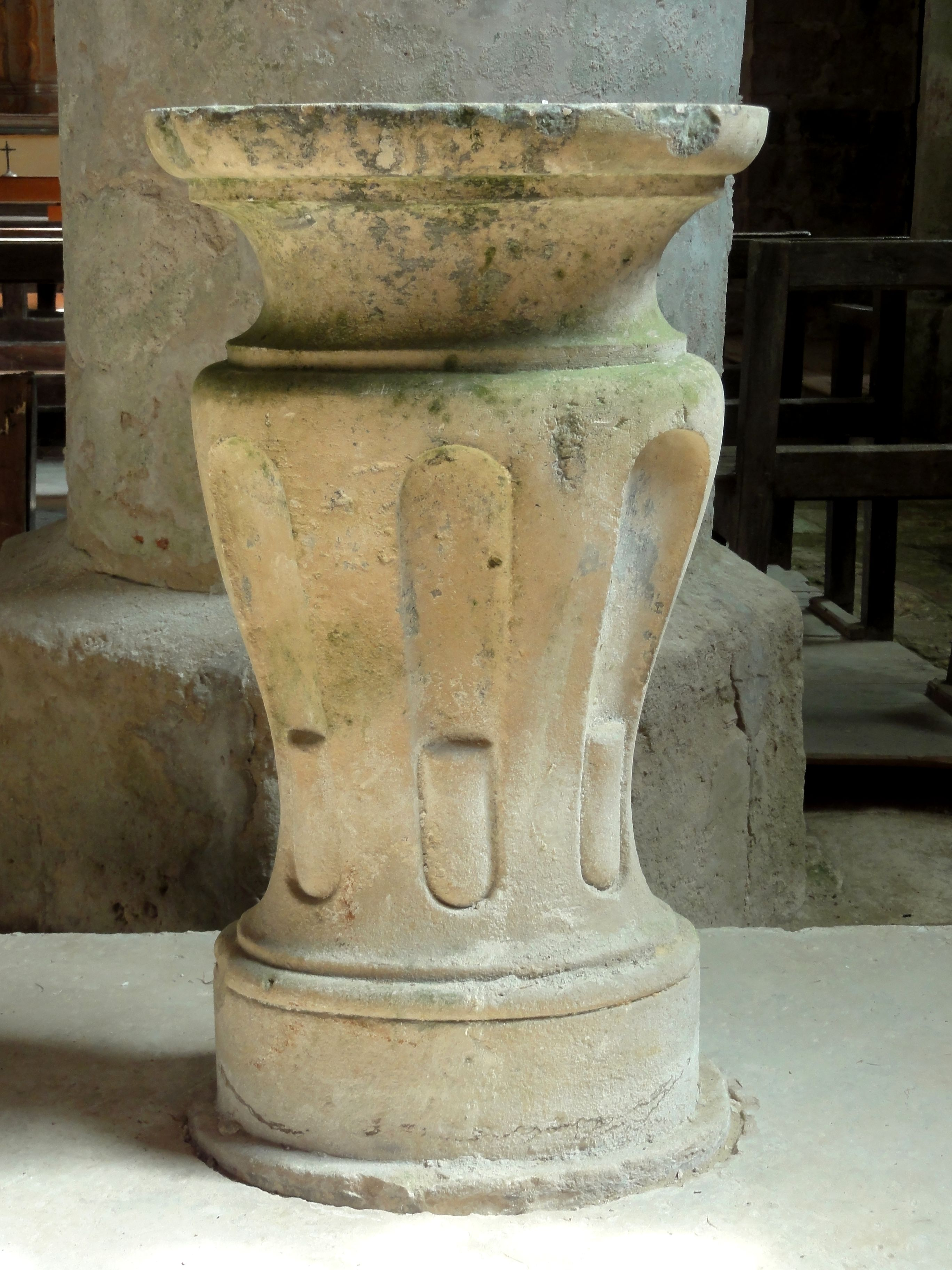
Les fonts baptismaux.

- Colombier, rue du Colombier, dans un champ à l'est de l'église (inscrit monument historique par arrêté du 28 décembre 1978[28])

Vestige d'une ancienne ferme seigneuriale, il date du XVIe siècle et est de forme cylindrique. Les murs en moellons sont consolidés par des chaînages verticaux en pierre de taille à distance régulière, et un larmier sépare les deux niveaux. Les ouvertures sont rectangulaires. Le toit en poivrière est couronné par un pigeon en métal. À l'intérieur, le plafond intermédiaire s'appuyant sur un pilier central et les boulins ont disparu.
On peut également signaler :
- Chapelle Sainte-Marie-Madeleine, au hameau du Ruel : Elle remonte au XIIIe siècle, mais sa nef a été remaniée au XVIe siècle[27].
- Lavoir, au hameau du Quoniam : Il est le seul de la commune à ne pas avoir été détruit à l'installation de l'eau courante dans le village[27].
- Les buttes de Rosne.

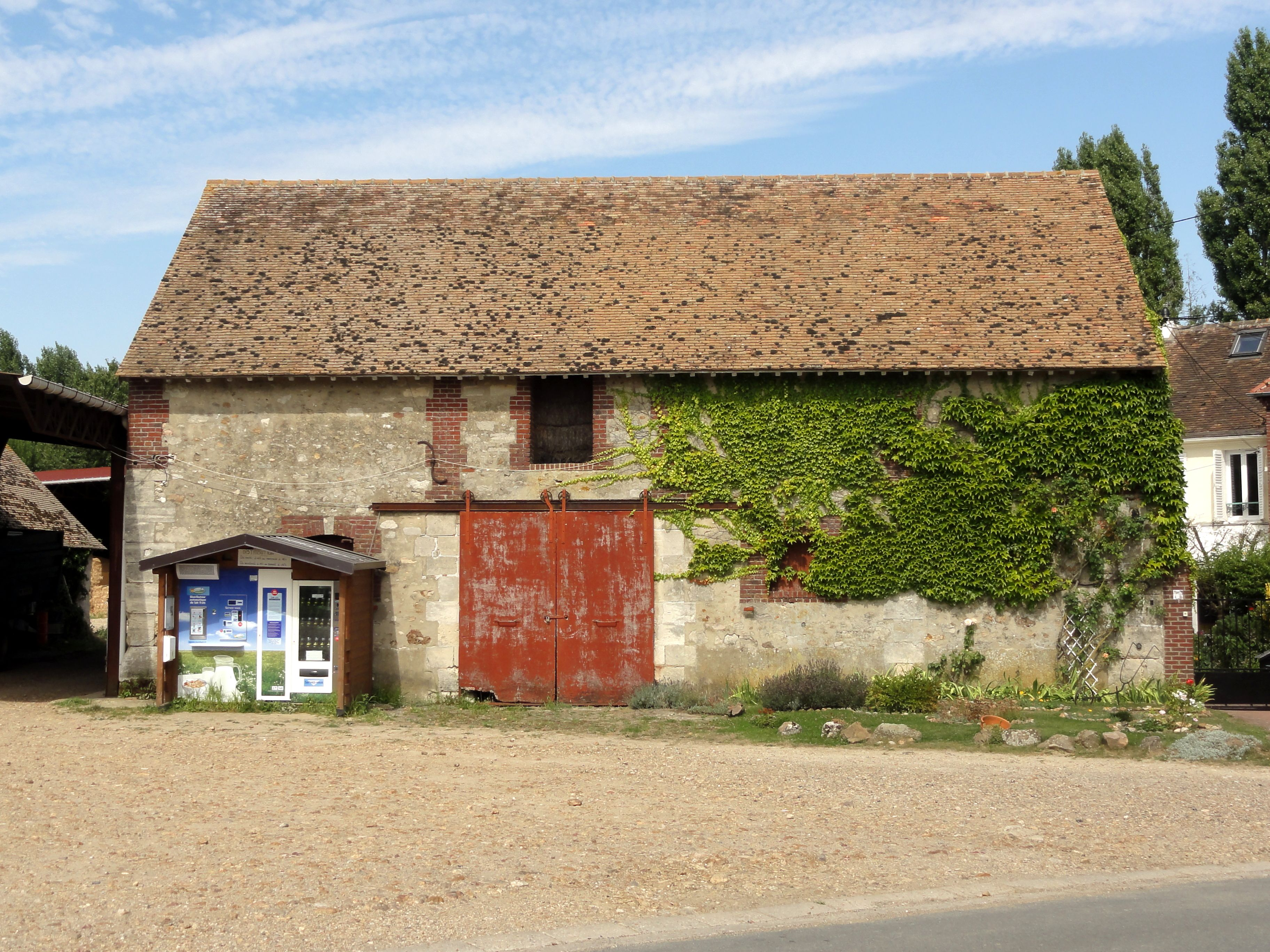
Une grange.
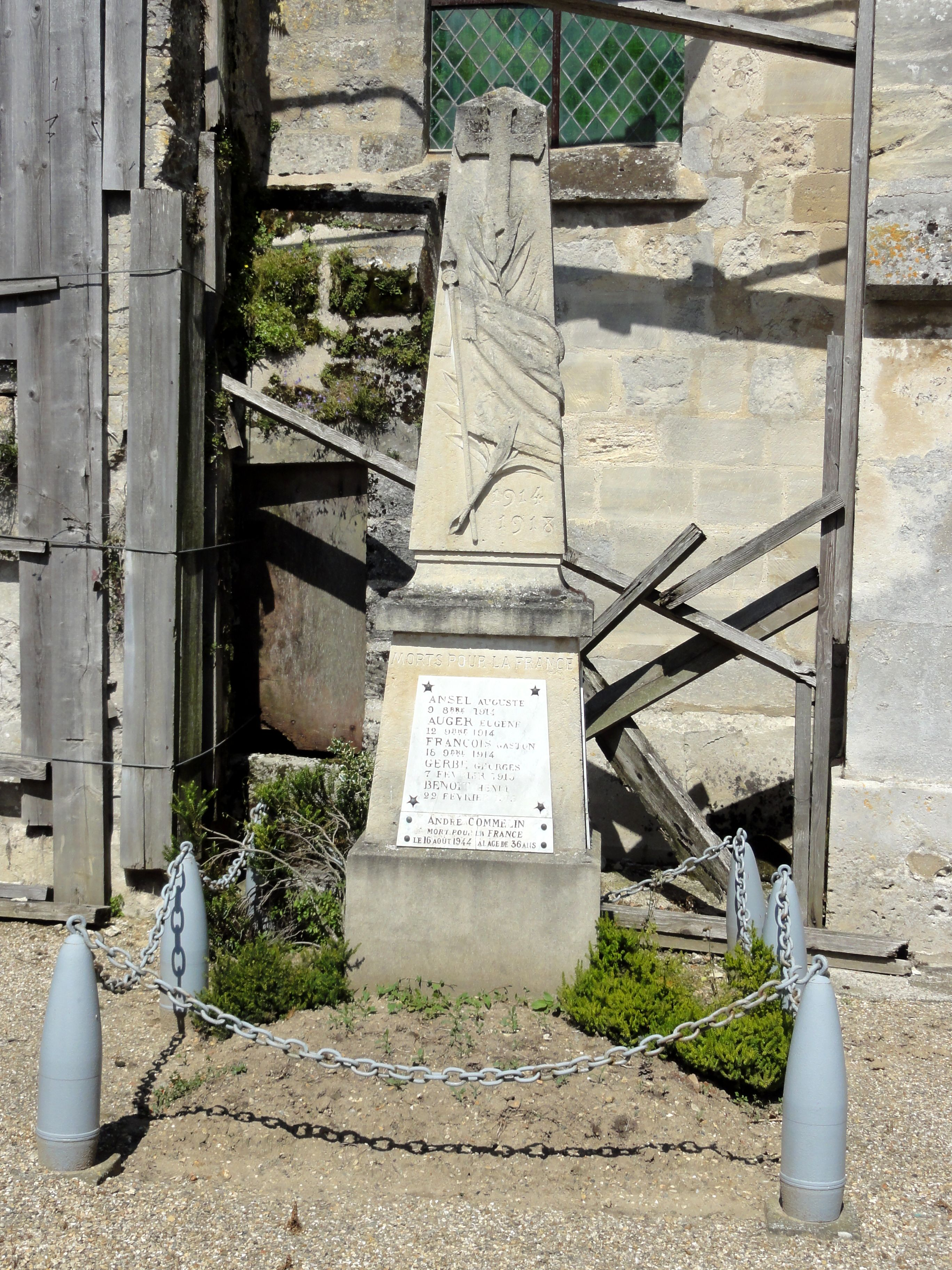
Monument aux morts.
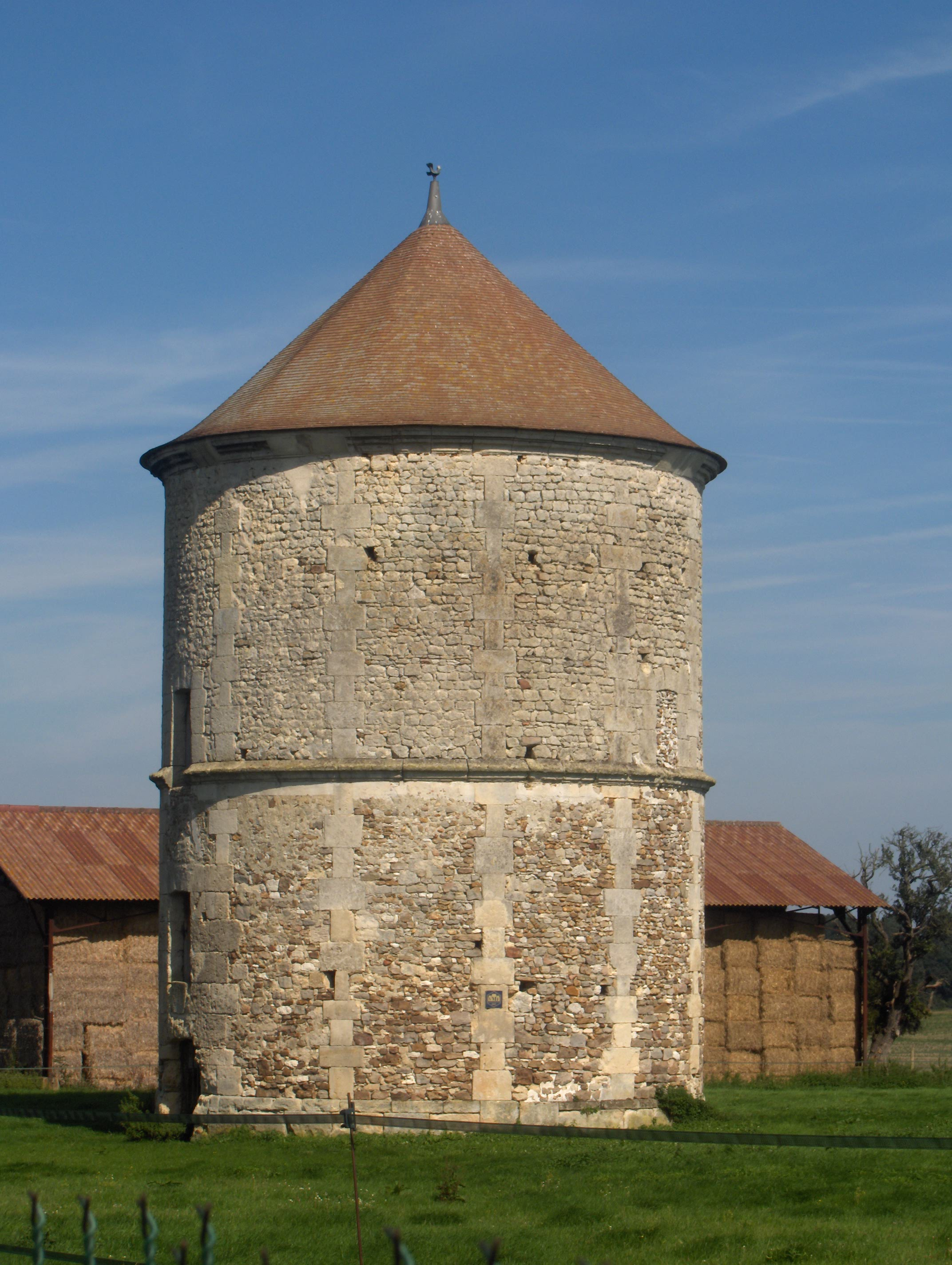
Colombier.

### Anecdote locale
Le 10 janvier 1998, cinq habitants disent avoir vu un disque géant, lévitant à une dizaine de mètres du sol et émettant de multiples lumières, puis perdent connaissance et sont retrouvés à quelque distance.

### Personnalités liées à la commune
- Sarah Bernhardt, la célèbre tragédienne, séjourna à Haravilliers, dans une maison située sur les buttes de Rosne.
- Léon Zadoc-Kahn (1870-1943), médecin français, médecin-chef de l'hôpital Rothschild et président du Comité central du Keren Hayessod France, habitait au  Ruel, à Haravilliers lorsqu'il est capturé par les Nazis parce que juif  puis déporté et assassiné, avec son épouse Suzanne, à Auschwitz.